# Juan Sánchez Muliterno
Juan Sánchez Muliterno (Albacete, 10 de octubre de 1948) es un ingeniero y profesor universitario español, presidente de la Asociación Mundial de Educadores Infantiles (AMEI-WAECE) desde 1992.

## Biografía
Nació en Albacete el 10 de octubre de 1948. Al completar sus estudios universitarios de Ingeniería Agronómica en la Universidad Politécnica de Valencia (1969-1974) y el máster en Gestión y Administración de Empresas, estableció una oficina de consultoría para empresas en Valencia, que gradualmente lo fue relacionando con el sector de las guarderías. Como consultor para guarderías, propuso la creación de una asociación en Valencia y posteriormente se desempeñó como miembro y consultor.
En 1987 decidió redirigir su vida y dedicarse por completo a educar a los niños más pequeños. En 1992 trabajó con otros profesionales de todo el mundo dedicados a la educación infantil para fundar la Asociación Mundial de Educadores Infantiles, que recibió un Premio WANGO de Educación, Medios y Artes en 2007. Ocupa el cargo de presidente desde su fundación.
Ha desarrollado a través de la organización múltiples actividades para la formación de una educación y cultura para la paz, que se ha materializado en la celebración periódica de un gran Congreso Mundial de Educación Infantil para la Paz.
Es profesor colaborador en varias universidades de España y América Latina.